# Prita Meier
Prita Meier (*nascida por volta dos anos 1970) é uma historiadora da arte norte-americana e professora de história da arte africana no Institute of Fine Arts da Universidade de Nova York. Sua pesquisa concentra-se na cultura visual, arquitetura e fotografia da costa suaíli, bem como nas interconexões transoceânicas na região do Oceano Índico. 

## Vida e formação acadêmica
Meier estudou história da arte e estudos africanos na Universidade de Chicago e obteve seu doutorado na Universidade de Harvard. Sua trajetória acadêmica a levou a diversas estações de pesquisa na África Oriental, Europa e Estados Unidos.

## Linhas de pesquisa
O trabalho de Meier aborda a cultura material e a arquitetura de cidades portuárias como Mombaça e Lamu, especialmente no contexto das transformações coloniais e pós-coloniais. Ela examina o papel da fotografia, da arte islâmica e de objetos marítimos como os dhows na construção de identidades culturais ao longo da costa suaíli. Um objetivo central de sua pesquisa é a interconexão transregional da África com o Oriente Médio, o sul da Ásia e a Europa através do Oceano Índico. Seus estudos combinam análise histórico-artística com teoria pós-colonial e história global.

## Publicações (seleção)
- Swahili Port Cities: The Architecture of Elsewhere (Indiana University Press, 2016). Um estudo sobre a arquitetura e a cultura urbana das cidades suaílis no contexto colonial e global.

- World on the Horizon: Swahili Arts Across the Indian Ocean (2018, coeditado com Allyson Purpura). Catálogo da exposição itinerante homônima sobre a arte suaíli e suas conexões transoceânicas.

- The Surface of Things: A History of Photography from the Swahili Coast (2024). Uma história visual da fotografia na África Oriental baseada em mais de 200 imagens inéditas.

## Projetos atuais
Meier trabalha atualmente em vários projetos de pesquisa, entre eles:
African Ivory in Motion: Uma investigação sobre a circulação global do marfim no século XIX.
Urban History of Nairobi: Um projeto conjunto com Kenny Cupers sobre o desenvolvimento urbano pós-colonial em Nairóbi.